# Ригерсбург (Штирия)
Ригерсбург (нем. Riegersburg (Steiermark)) — ярмарочный посёлок в Австрии, ярмарочный посёлок, расположен в федеральной земле Штирия. 
Входит в состав округа Зюдостштайермарк.  Население составляет 4926 человек (на 31 декабря 2020 года). Занимает площадь 71,20 км².

## Политическая ситуация
Бургомистр коммуны — Курт Адльгассер (АНП) по результатам выборов 2020 года.
Совет представителей коммуны (нем. Gemeinderat) состоит из 21 мест.
- АНП занимает 15 мест.
- СДПА занимает 4 места.
- АПС занимает 1 место.
- Зелёные занимают 1 место.

## Экономика
В Ригерсбурге находится штаб-квартира Zotter.